# Taekwondo (film)
Taekwondo je argentinský hraný film z roku 2016, který režírovali Marco Berger a Martín Farina. Film popisuje skupinu mladých mužů, kteří společně tráví prázdniny v letním domě na předměstí Buenos Aires.

## Děj
Fernando tráví se svými kamarády prázdniny ve venkovském domě svých rodičů na předměstí Buenos Aires. Bez přítomnosti svých přítelkyň mladíci spolu hovoří o svých pocitech, jako jsou jejich sexuální touhy, strach z budoucnosti a spory s partnerkami. Čas tráví opalováním, koupáním v bazénu, kouřením marihuany a pitím.
Do této skupiny Fernando pozve Germána, svého nového kamaráda z tréninku taekwondao. Germán je skupinou přátelsky přijat, ale nikdo netuší, že Germán je gay. V ryze heterosexuálním prostředí Germán svou orientaci skrývá a zároveň se snaží zjistit, jaké jsou Fernandovy pocity vůči němu.

## Obsazení
| Gabriel Epstein     | Germán   |
| Lucas Papa          | Fernando |
| Nicolás Barsoff     | Lucho    |
| Francisco Bertín    | Leo      |
| Arturo Frutos       | Maxi     |
| Andrés Gavaldá      | Juan     |
| Juan Manuel Martino | Fede     |
| Darío Miño          | Tomás    |
| Gaston Re           | Diego    |
| Veronica Argenzio   | Vizinha  |
| Christian Chapi     | Seba     |
| Pilar Fridman       | Carla    |
| Agostina Fabrizio   | Guada    |
| Lisandro Galceran   | Piojo    |
| Antonia de Michelis | Senhora  |
| Florencia Repetto   | Andrea   |